# Елизабет фон Еберщайн-Сайн
Елизабет фон Еберщайн-Сайн (на немски: Elisabeth von Eberstein-Sayn; † сл. 1258) е графиня от Еберщайн-Сайн и чрез женитба графиня на Тек.

## Произход
Тя е дъщеря на граф Еберхард V фон Еберщайн († 1248/1253) и съпругата му маркграфиня Елизабет фон Баден († ок. 1266), дъщеря на маркграф Херман V фон Баден († 1243) и пфалцграфиня Ирменгард Саксонска при Рейн († 1260), внучка на херцог Хайнрих Лъв († 1195). Майка ѝ се омъжва втори път преди декември 1253 г. за Лудвиг II фон Лихтенберг († 1271). Сестра е на Аделхайд фон Еберщайн-Сайн († сл. 1277), омъжена сл. 1251 г. за граф Рудолф I фон Тюбинген-Херенберг († 12 май 1277).

## Брак
Елизабет фон Еберщайн-Сайн се омъжва за граф Гебхард III фон Тек. Те нямат деца.